# Pilophorus clavatus
Pilophorus clavatus är en lavart som beskrevs av Th. Fr. Pilophorus clavatus ingår i släktet Pilophorus och familjen Cladoniaceae.   Inga underarter finns listade i Catalogue of Life.